# Chiesa di Santa Maria Iscalas (Bonnanaro)
La chiesa di Santa Maria  è una chiesa campestre situata in territorio di Bonnanaro, centro abitato della Sardegna nord-occidentale. Consacrata al culto cattolico, fa parte della parrocchia di San Giorgio, arcidiocesi di Sassari.
La chiesa attuale, costruita nel 1682, poggia su un impianto riconducibile al periodo medievale. La stessa è una ricostruzione di un edificio eretto nel 1605 - poi crollato per cedimento statico o forse a causa di una frana - per volere e con sovvenzione della notabile Bidora De Campus, prioressa della confraternita di Santa Croce, come risulta dall'iscrizione riportata sull'architrave di una porta laterale.

## Galleria d'immagini

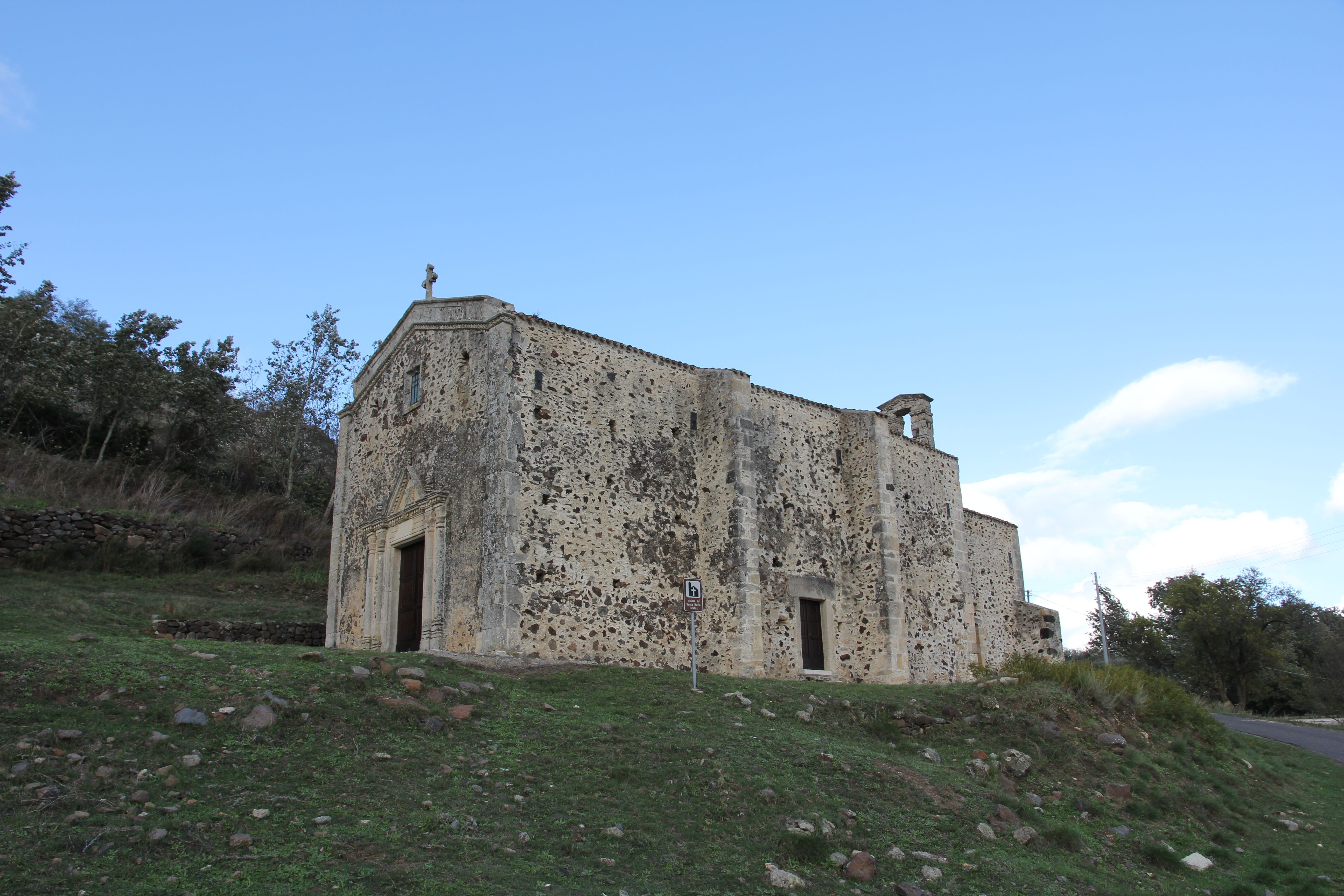
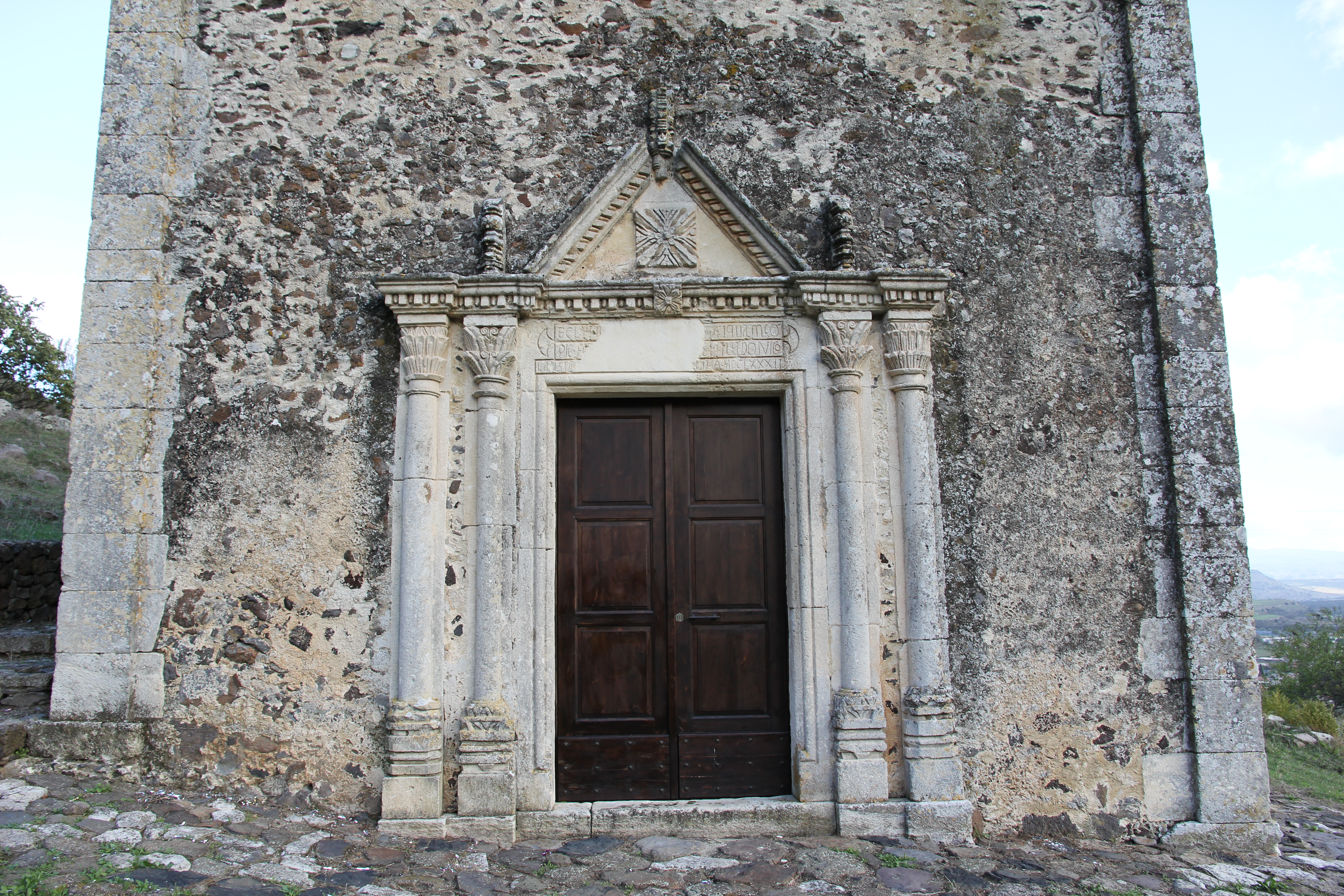
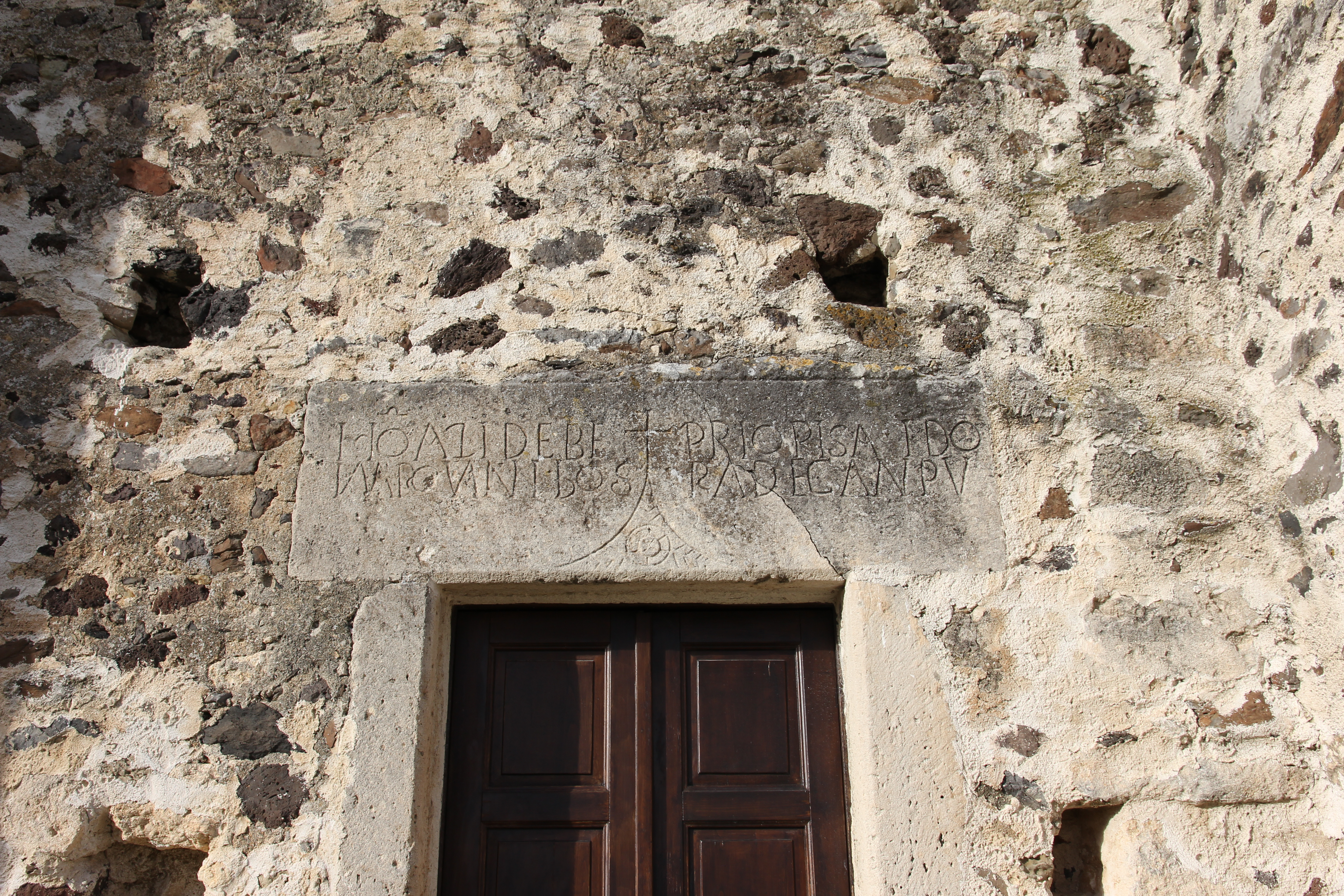